# Casa de Ventós II
La Casa de Ventós II és una obra de Begur (Baix Empordà) inclosa a l'Inventari del Patrimoni Arquitectònic de Catalunya.

## Descripció
Edifici de planta rectangular allargassada que es produeix per la intersecció de 2 eixos: un de longitudinal que discorre paral·lel a la muntanya i que dona accés a les cambres per l'interior i que s'obra al davant a les vistes a mar mitjançant un porxo volat, i amb pilars arrodonits a les cantonades, que unifica tota la façana. A aquest porxo hi van a donar totes les cambres i peces importants, totes elles unides pel vidre. Del centre en surt un cos (també de vidre) que recull l'estar, com a centre de la casa. Aquest estar és el final (que s'obra al mar de l'eix transversal que neix a l'altre costat amb l'entrada potenciada per un pavelló neoclàssic amb un pro-nao de columnes doblades que recull la porta d'arc de punt rodó. Aquest pavelló és el rebedor i que s'il·lumina per una claraboia que és el teulat. Es preciosa la sensació que es té a l'entrada, ja que el rebedor té miralls als 2 costats el que, fa repetir infinitament les 2 parets. Aquesta façana es potencia amb el pavelló i mercès al desnivell del terreny que fa baixar l'edifici veient la coberta de la casa (a 2 aigües) i la ventilació dels serveis col·locats en aquest mur de contenció.- Les façanes laterals es converteixen en els testers de la casa i es retallen el porxo de façana a amar.
L'edifici esta apoiat per una basa (costat de mar) que es talla al centre per baixar al jardí mitjançant una escala, on s'ha situat la Victòria de Samotracia.

## Història
-Projecte del 1982 i execució del 1983.